# Naviauxella
Naviauxella is een geslacht van kevers uit de familie Carabidae, de loopkevers.

## Soorten
- Naviauxella davisona (Gestro, 1889)
- Naviauxella declivitatis Naviaux, 1991
- Naviauxella gabrieli Naviaux, 1991
- Naviauxella pinratanai Naviaux, 1991
- Naviauxella ramai Naviaux, 1991
- Naviauxella recondita Naviaux, 1991
- Naviauxella rufovittata Cassola & Werner, 1995
- Naviauxella snowiana Cassola, 2002
- Naviauxella tenuiformis Naviaux, 1991
- Naviauxella vientianensis Sawada & Wiesner, 1999